# Smythson
Frank Smythson Ltd (більш відомий як просто Smythson / smaɪθsən /) — британський виробник розкішного канцелярського приладдя, виробів зі шкіри, щоденників і продуктів моди в Лондоні, Англія. Smythson відкрив свій перший магазин 29 вересня 1887 року на 133, Нью-Бонд-стріт, Лондон. В даний час флагманський магазин знаходиться в Нью-Бонд-стріт 40, Лондон. Клієнтами компанії є королівська сім'я, королева Вікторія і багато інших нині покійних членів королівської сім'ї, багато британських політиків і прем'єр-міністри, сер Едмунд Гілларі, Мадонна, і Грейс Келлі (і багатьох інших добре відомих клієнтів).

## Історія
Smythson почали виробляти персонально на замовлення свою шкіряну продукцію з позолоченими ініціалами. Велика частина шкіряної роботи проводиться в магазині при клієнтах. Зроблені на замовлення друк і персоналізація є ще однією важливою лінією продуктів; зокрема, для проведення весіль та вечірок. Найкращі канцелярські вироби часто роблять з 24-каратним позолоченими краями, ручний розпис ліній, виконані на замовлення вигравірувані мотиви і вензеля. У 1908 році компанія створила перший щоденник в напівлегкій вазі. Smythson відкрив свій перший бутик в США на Західній 57-й вулиці недалеко від П'ятої авеню в Нью-Йорку. SawickiTarella Architecture Design розробила дизайн в магазині за допомогою простих ліній і кольорів слідуючи стилю продукції магазину. Продукти Smythson також доступні в Bergdorf Goodman в департаменті продуктів high-end.